# Copenhagen Acting School
 For alternative betydninger, se Ophelia. (Se også artikler, som begynder med Ophelia)
Copenhagen Acting School tidligere Ophelia er en 3-årig dansk skuespillerskole beliggende i København og grundlagt af Carsten Kressner i 2001. Skolen, der er inspireret af den amerikanske studio-model, baserer især sin undervisning på Sanford Meisners teknikker og er således den eneste rene metodeskole i Europa.
Blandt skolens faste lærere kan nævnes Sarah Boberg, Thomas Magnussen, Annika Johannessen, Barbara Rothenborg, Emma Balcazar og Carsten Fromberg.
Ud over den faste lærerstab, har skolen også mange gæstelærere, heraf kan nævnes Eyðun Johannessen, Alexa Ther, Joel Rooks, Lane Lind, Finn Hesselager, Lars Junggren, Patricia Schumann, Thomas Levin, Kim Bodnia og Jesper Lohmann.
Blandt skolens elever kan nævnes Ditte Arnth, Vickie Bak Laursen, Adam Ild Rohweder, Bolette Engstrøm Bjerre, Mathilde Eusebius og Jens Christian Buskov Lund.

## Ekstern henvisning
- Ophelias hjemmeside

|  | Denne artikel kan blive bedre, hvis der indsættes geografiske koordinater Denne artikel omhandler et emne, som har en geografisk lokation. Du kan hjælpe ved at indsætte koordinater i wikidata. |